# Crotalaria phyllostachys
Crotalaria phyllostachys är en ärtväxtart som beskrevs av John Gilbert Baker. Crotalaria phyllostachys ingår i släktet sunnhampor, och familjen ärtväxter. Inga underarter finns listade i Catalogue of Life.